# Campionati del mondo di ciclocross 2013 - Gara maschile Elite
La gara maschile Elite dei Campionati del mondo di ciclocross 2013, sessantaquattresima edizione della prova, si svolse il 2 febbraio 2013 con partenza e arrivo da Louisville negli Stati Uniti, su un percorso totale di 25,14 km. La vittoria fu appannaggio del belga Sven Nys, il quale terminò la gara in 1h05'35", precedendo il connazionale Klaas Vantornout e l'olandese Lars van der Haar terzo.
Partenza con 45 ciclisti, dei quali 32 completarono la gara.

## Squadre partecipanti
| N. atleti | Cod. | Squadra       |
| --------- | ---- | ------------- |
| 1         | AUS  | Australia     |
| 7         | BEL  | Belgio        |
| 3         | CAN  | Canada        |
| 2         | CZE  | Rep. Ceca     |
| 3         | FRA  | Francia       |
| 2         | GER  | Germania      |
| 1         | GBR  | Gran Bretagna |
| 1         | HUN  | Ungheria      |
| 2         | ITA  | Italia        |
| 2         | JPN  | Giappone      |

| N. atleti | Cod. | Squadra       |
| --------- | ---- | ------------- |
| 1         | LUX  | Lussemburgo   |
| 2         | NLD  | Paesi Bassi   |
| 1         | NZL  | Nuova Zelanda |
| 1         | NOR  | Norvegia      |
| 1         | POL  | Polonia       |
| 1         | SVK  | Slovacchia    |
| 2         | ESP  | Spagna        |
| 5         | SUI  | Svizzera      |
| 1         | UKR  | Ucraina       |
| 5         | USA  | Stati Uniti   |

## Ordine d'arrivo (Top 10)
| Pos. | Corridore           | Squadra     | Tempo    |
| ---- | ------------------- | ----------- | -------- |
| 1    | Sven Nys            | Belgio      | 1h05'35" |
| 2    | Klaas Vantornout    | Belgio      | a 2"     |
| 3    | Lars van der Haar   | Paesi Bassi | a 25"    |
| 4    | Bart Wellens        | Belgio      | a 41"    |
| 5    | Philipp Walsleben   | Germania    | a 44"    |
| 6    | Julien Taramarcaz   | Svizzera    | s.t.     |
| 7    | Radomír Šimůnek     | Rep. Ceca   | a 1'15"  |
| 8    | Niels Albert        | Belgio      | a 1'19"  |
| 9    | Thijs van Amerongen | Paesi Bassi | a 1'31"  |
| 10   | Martin Bína         | Rep. Ceca   | a 1'41"  |